# 恋愛ゴ・ブ・ン・カ・ツ
『恋愛ゴ・ブ・ン・カ・ツ』（れんあいゴ・ブ・ン・カ・ツ）は、1999年10月から2000年3月まで北海道文化放送で放送されていたバラエティ番組。

## 概要
番組は毎回視聴者から寄せられたハガキを最初に紹介し、その視聴者のところへ赴いて様々な企画を遂行していた。最終回では、番組の人気でもあったメリー＆メリの結婚式を行った。

## 出演者
いずれも北海道文化放送のアナウンサー（後に退社した人物も含む）。
- 加藤寛
- 高田英子
- 千葉朱里
- 竹中美彩
- 宇野章午（ナレーター）

## コーナー
- メリー＆メリ